# 줄리엣, 네이키드
《줄리엣, 네이키드》(영어: Juliet, Naked)는 미국과 영국에서 제작된 제시 퍼레츠 감독의 2018년 로맨틱 코미디 영화이다. 닉 혼비가 2009년에 펴낸 동명 소설이 원작이다. 로즈 번, 이선 호크, 크리스 오다우드 등이 출연하였고, 저드 애퍼타우 등이 제작에 참여하였다.
이 영화는 제34회 선댄스 영화제에서 2018년 1월 19일 전 세계 최초로 상영되었다.

## 줄거리
고향 잉글랜드 샌드클리프에서 지역 역사 박물관 학예사로 일하는 애니에겐 교사 남자친구 덩컨이 있다. 덩컨은 1993년 이후로 활동 소식이 없는 미국 음악가 터커 크로에게 지나치게 심취해 있고 이 문제로 애니를 지겹게 괴롭힌다.
애니는 덩컨이 자주 찾는 터커 팬사이트에 터커의 앨범 “Juliet, Naked”(줄리엣, 네이키드)를 부정 평가하는 글을 보란듯이 올린다. 하지만 이를 읽은 터커가 뜻밖에도 솔직한 평에 감사하는 이메일을 보내면서 두 사람은 서신을 교환하기 시작하는데...

## 출연진
- 로즈 번 - 애니 플랫 역
- 이선 호크 - 터커 크로 역
- 크리스 오다우드 - 덩컨 톰슨 역
- 릴리 뉴마크 - 칼리 역
- 데니즈 고프 - 지나 역: 신임 교사.
- 엘리너 마쓰우라 - 캣 역: 터커의 전 여자친구.
- 메건 도즈 - 캐리 역: 터커의 전 여자친구.
- 지미 O. 양 - 엘리엇 역

## 기타 제작진
- 공동 제작: 폴 서로니
- 배역: 딕시 채세이
- 미술: 세라 핀리

## 반응
리뷰 애그리게이터 사이트 로튼 토마토에서 “서사는 다소 익숙한 양식으로 전개되지만 서로 잘 어울리는 로즈 번과 이선 호크가 이끄는 매력적인 출연진이 이를 빼어난 작품으로 격상시켰다”는 총평과 함께 리뷰 170편을 바탕으로 82%의 지지도를 얻었다.